# Тіффані Йон
Стефані Йон Хван (нар. 1 серпня 1989), відоміша як Тіффані або Тіффані Йон, — американська співачка, авторка пісень, акторка та модель корейського походження. 
Народилася та виросла в Каліфорнії, у 15 років стала стажеркою південнокорейської розважальної компанії SM Entertainment і переїхала до Кореї. Після двох років навчання дебютувала в серпні 2007 року як учасниця жіночого гурту Girls' Generation (а пізніше його підрозділу Girls' Generation-TTS), який згодом став одним з найвідоміших K-pop-колективів в усьому світі.
У 2016 році дебютувала як солістка, випустивши мініальбом I Just Wanna Dance. Попри те, що Йон покинула SM Entertainment у жовтні 2017 року, вона залишається учасницею Girls' Generation. Співачка приєдналася до агенства Paradigm Talent Agency та підписала контракт із звукозаписним лейблом Transparent Arts, після чого випустила мініальбом Lips on Lips 2019 року.

## Дискографія
Мініальбоми
- I Just Wanna Dance (2016)
- Lips on Lips (2019)

## Театр
| Рік       | Назва    | Роль        | Прим.       |
| --------- | -------- | ----------- | ----------- |
| 2011—2012 | «Слава»  | Кармен Діас | [ 5 ]       |
| 2021—2022 | «Чикаго» | Роксі Харт  | [ 6 ] [ 7 ] |
| 2024      | «Чикаго» | Роксі Харт  | [ 8 ]       |

## Нагороди та номінації
| Премія                                   | Рік  | Категорія                               | Номінантка / Праця                   | Результат | Прим.  |
| ---------------------------------------- | ---- | --------------------------------------- | ------------------------------------ | --------- | ------ |
| Asia Contents Awards & Global OTT Awards | 2024 | Найкраща нова акторка                   | «Дядько Самсік»                      | Номінація | [ 9 ]  |
| Блакитний дракон                         | 2024 | Найкраща акторка другого плану          | «Дядько Самсік»                      | Номінація | [ 10 ] |
| iHeartRadio Music Awards                 | 2019 | Найкращий сольний прорив                | Тіффані Йон                          | Перемога  | [ 11 ] |
| Korea Arts and Culture Awards            | 2021 | Музичний відділ                         | Тіффані Йон                          | Перемога  | [ 12 ] |
| MBC Entertainment Awards                 | 2011 | Спеціальна нагорода: MC                 | Тіффані Йон (з Юрі) Show! Music Core | Перемога  | [ 13 ] |
| Mnet 20's Choice Awards                  | 2008 | Гаряча школярка                         | Тіффані Йон                          | Номінація |        |
| Mnet Asian Music Awards                  | 2009 | Найкращий саундтрек                     | «By Myself»                          | Номінація | [ 14 ] |
| Mnet Asian Music Awards                  | 2016 | Найкращий танцювальний виступ (сольний) | «I Just Wanna Dance»                 | Номінація |        |
| Mnet Asian Music Awards                  | 2016 | Пісня року                              | «I Just Wanna Dance»                 | Номінація |        |